# Блю-Спрингс (Алабама)
Блю-Спрингс (англ. Blue Springs) — місто (англ. town) в США, в окрузі Барбур штату Алабама. Населення — 84 особи (2020).

## Географія
Блю-Спрингс розташований за координатами 31°39′49″ пн. ш. 85°30′13″ зх. д. / 31.66361° пн. ш. 85.50361° зх. д. (31.663516, -85.503526).  За даними Бюро перепису населення США в 2010 році місто мало площу 7,50 км², уся площа — суходіл.

## Демографія
Згідно з переписом 2010 року, у місті мешкало 96 осіб у 45 домогосподарствах у складі 27 родин. Густота населення становила 13 особи/км².  Було 53 помешкання (7/км²).
Расовий склад населення:
| - 92,7 % — білих - 6,3 % — чорних або афроамериканців - 1,0 % — азіатів |

До двох чи більше рас належало 0,0 %. Частка іспаномовних становила 3,1 % від усіх жителів.
За віковим діапазоном населення розподілялося таким чином: 18,7 % — особи молодші 18 років, 60,5 % — особи у віці 18—64 років, 20,8 % — особи у віці 65 років та старші. Медіана віку мешканця становила 47,3 року. На 100 осіб жіночої статі у місті припадало 95,9 чоловіків;  на 100 жінок у віці від 18 років та старших — 95,0 чоловіків також старших 18 років.
Середній дохід на одне домашнє господарство  становив 53 669 доларів США (медіана — 45 313), а середній дохід на одну сім'ю — 70 656 доларів (медіана — 62 083). За межею бідності перебувало 4,0 % осіб, у тому числі 0,0 % дітей у віці до 18 років та 0,0 % осіб у віці 65 років та старших.
Цивільне працевлаштоване населення становило 59 осіб. Основні галузі зайнятості: роздрібна торгівля — 23,7 %, освіта, охорона здоров'я та соціальна допомога — 22,0 %, будівництво — 13,6 %, транспорт — 6,8 %.